# Ted Strickland

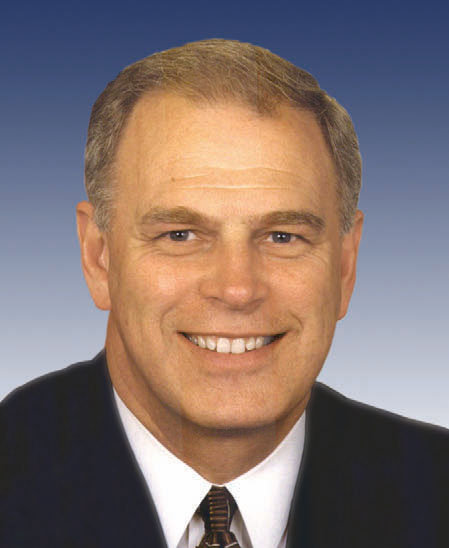
Ted Strickland

Ted Strickland, född 4 augusti 1941 i Lucasville, Ohio, är en amerikansk demokratisk politiker. Han var ledamot av USA:s representanthus 1993–1995 och 1997–2007. Han var Ohios guvernör från 8 januari 2007 till 10 januari 2011. Från och med 2021 är han den sista demokraten som tjänar som guvernör i Ohio.
Fadern var stålarbetare och Ted var ett av nio barn. Han avlade 1963 grundexamen vid Asbury College. Han avlade två magisterexamina, en vid University of Kentucky och en vid Asbury Theological Seminary. Han avlade 1980 doktorsexamen i psykologi vid University of Kentucky. Hans fru Frances är psykolog.
Strickland är metodist.